# 스타니슬라우스 올리야르스
스타니슬라우스 올리야르스(라트비아어: Staņislavs Olijars, 러시아어: Станислав Олияр 스타니슬라프 올리야르[*], 1979년 3월 22일 러시아 첼랴빈스크 ~ )는 라트비아의 전직 육상 선수로 주로 110m 허들에서 활약했다. 그는 2002년 유럽 선수권 대회에서 은메달을 땄다. 그는 2004년 아테네 하계 올림픽에서 5위를 했다. 그는 2006년 유럽 선수권 대회에서 우승했다. 그는 2013년에 은퇴했다.

## 인물 정보
올리야르스는 2000년 올림픽때 남자 110m 허들에 참가했지만, 11위에 머물렀다. 그는 2004년 올림픽 110m 허들에서 5위를 했다. 그의 키는 1.90m이고 몸무게는 80kg이다.